# Vliegveld Craiova
Het Vliegveld van Craiova (IATA: CRA, ICAO: LCRV) ligt in het zuidwesten van Roemenië nabij Craiova, een van de grootste steden van Roemenië. Op het vliegveld bevindt zich het hoofdkwartier van Avioane Craiova (vroeger bekend als IRAV Craiova) dat de IAR-93 en IAR-99-straaljagers heeft ontwikkeld.
Twee Roemeense luchtvaartmaatschappijen zullen in 2007 beginnen te opereren vanaf dit vliegveld. Dus voor het eerst in de laatste vijf jaar zal het vliegveld weer regelmatige vluchten krijgen. In december 2010 werd een terminal geopend.
- Carpatair (Timișoara) [begint op 26 maart]
- TAROM (Boekarest-Henri Coandă) [geschorst op 25 maart]